# Sanzoles
Sanzoles è un comune spagnolo di 678 abitanti situato nella comunità autonoma di Castiglia e León.